# Bahia (monitor)
Bahia foi um monitor encouraçado operado pela Armada Imperial Brasileira. O monitor foi construído nos estaleiros ingleses de Lair Birkenhead, na cidade de Liverpool. A embarcação foi originalmente encomendada pelo governo paraguaio, contudo, as dificuldades criadas pela Guerra do Paraguai impediram o país de efetuar o pagamento por ela, com o governo imperial brasileiro decidindo por adquiri-la em 1865. Quando o monitor foi lançado, os paraguaios batizaram-no de Minerva e quando passou para o Brasil, recebeu o nome de Bahia, em homenagem à província homônima.
O primeiro combate do encouraçado na Guerra do Paraguai se deu contra a Fortaleza de Itapiru, no Rio Paraná, onde forneceu suporte para transporte e desembarque de tropas. Posteriormente, enfrentou as fortificações Curuzu e Curupaití, no Rio Paraguai, dando combate às fortalezas em conjunto com diversos outros navios encouraçados e de madeira. No dia 15 de agosto de 1867, efetuou a transposição dela em duas horas de passagem. Ficou preso entre esta fortificação e a fortaleza de Humaitá por cerca de seis meses. Apenas em fevereiro de 1868 a transposição desta também foi efetuada, quando o monitor forçou a passagem sob fogo de 109 peças de artilharia.
Ainda no mês de fevereiro, bombardeou a capital paraguaia Assunção. Em março, o Bahia meteu a pique o vapor Tacuari e contribuiu para o afundamento do Igurei próximo às fortificações do Estabelecimiento, também no Rio Paraguai. Após essas comissões, foi enviado para o Rio Tebicuari para fazer um reconhecimento da região e atacar as baterias defensivas. As últimas operações na guerra foram a transposição e bombardeio da Fortaleza de Angostura, apoio às tropas do exército que estavam nessa região, no final de 1868, e o bloqueio naval realizado à foz do rio Manduvirá no início de 1869.
Após a guerra, o Bahia foi enviado à Flotilha do Mato Grosso. Fez diversas viagens entre Mato Grosso e Santa Catarina. Em 1892, ocorreu uma revolta na Província de Mato Grosso de caráter separatista e o Bahia se encontrava fundeado em Santa Catarina, naquela ocasião, quando foi designado para compor uma divisão destinada a dar suporte às forças federativas e nas missões de retomada de territórios perdidos para os rebeldes. No entanto, devido o naufrágio de um dos navios, o Bahia não chegou a tempo. O monitor foi enviado para o descarte em 1895.

## Construção
O monitor estava entre as embarcações que haviam sido solicitadas pelo Paraguai a estaleiros ingleses no período pré-Guerra da Tríplice Aliança. Além dele, os paraguaios haviam encomendado também o Meduza (Herval), Triton (Mariz e Barros) e Bellona (Lima Barros). A embarcação foi construída no estaleiro Laird Birkenhead, na cidade costeira de Liverpool. Quando lançado, em 11 de junho de 1865, recebeu o nome de Minerva, uma deusa mitológica grega.
No entanto, devido à guerra, o governo paraguaio não conseguiu efetuar o pagamento pelo navio com o governo imperial brasileiro adquirindo-o e renomeando-o para Bahia, em homenagem à província homônima. Foi a terceira embarcação brasileira a ostentar esse nome. Após 30 dias de viagem, o Bahia aportou na Baía de Guanabara em 12 de janeiro de 1866; nessa época era comandado pelo Capitão de Fragata José Antônio de Faria. A 17 ou 22, foi oficialmente incorporado à Armada. No dia 24, o monitor recebeu seu número distintivo 9. O Bahia foi um dos únicos encouraçados brasileiros cujo projeto original dos armamentos não foi modificado ao longo da construção.

## Características
Bahia tinha um peso em deslocamento de 928 toneladas, 54,25 metros de comprimento, 10,66 metros de boca, 2,24 metros de calado à vante e 3,04 metros à ré. O sistema de propulsão consistia de duas caldeiras e duas máquinas de tríplice expansão que acionavam duas hélices e resultavam em 144 cavalos-força de potência, impulsionando a embarcação a até 14,48 quilômetros por hora. Além das máquinas, o Bahia era impulsionado por velas: três mastros e mastréus mochos, com caranguejas para envergar o pano latino, traquetes e gurupés.
A artilharia compreendia uma torre de aço giratória com dois canhões Withworth de alma raiada de 120 libras. Possuía dois escaleres acoplados ao casco em ambos às laterais. O Bahia tinha um cinturão de linha d' água de ferro forjado que variava em espessura de 4,5 polegadas (114 milímetros) a meia-nau a 3 polegadas (76 milímetros) nas extremidades do navio. A torre do canhão era protegida por 5,5 polegadas (140 milímetros) de blindagem. O cinturão e a armadura de casamata eram reforçados por 230 milímetros de madeira. Sua tripulação somava 120 praças e oficiais.
A construção de navios semelhantes ao Bahia era uma novidade na segunda metade do século XIX, período em que houve diversos experimentos. Por isso, não havia um padrão em suas construções, o que se traduzia no surgimento de embarcações que tinham tanto pontos de qualidade quanto de defeito. O Bahia era considerado um monitor perfeitamente protegido, mas com sofrível desempenho no oceano. No rio, suas capacidades de manobra eram melhores, até mais eficientes que a maioria dos encouraçados adquiridos nesse período, porém não escapou de críticas negativas.

## Serviço

### Batalha de Itapirú

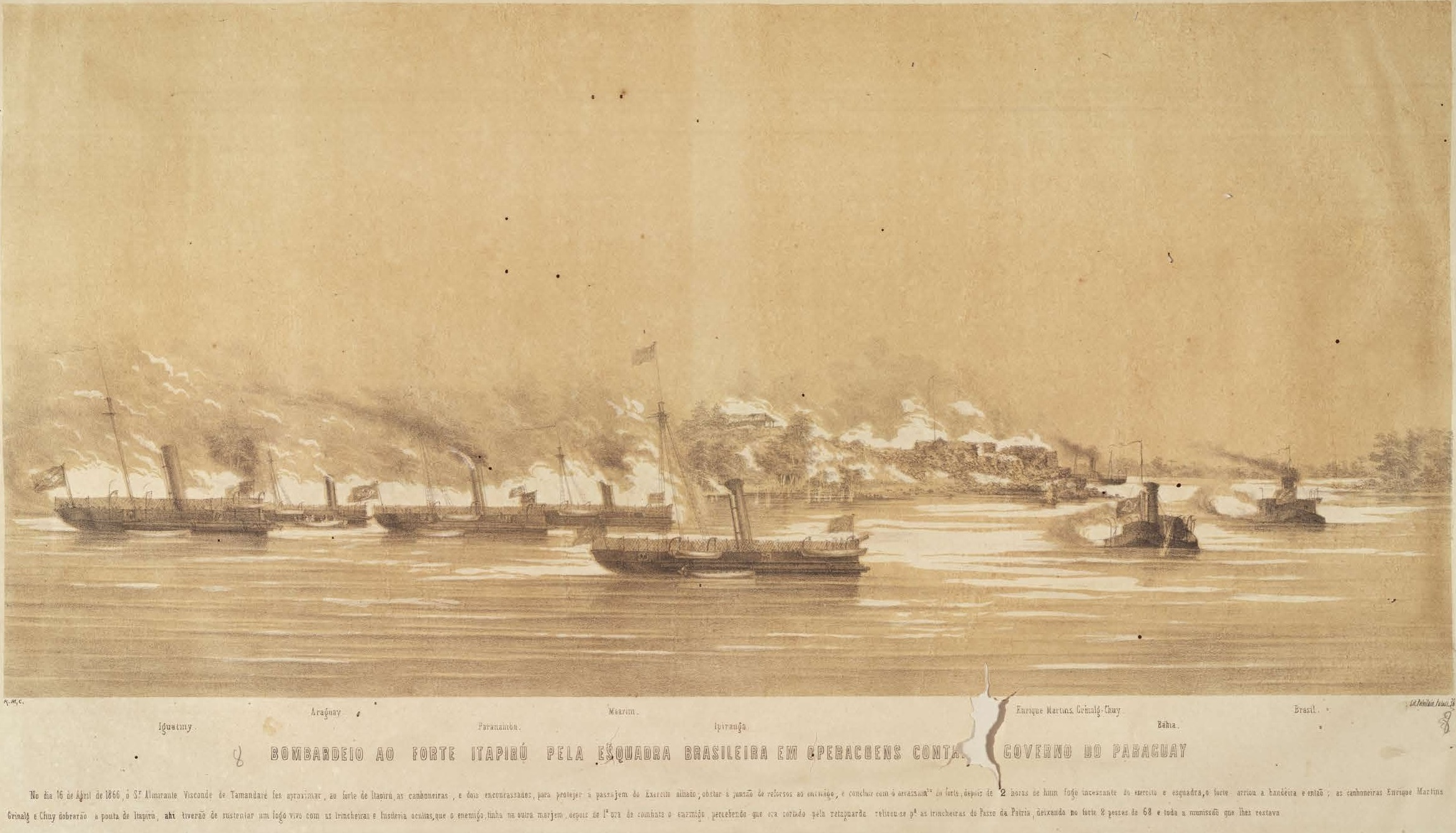
Bombardeio ao Forte Itapirú pela esquadra brasileira, com o Bahia representado pelo segundo navio da direita para esquerda

No dia 3 de fevereiro de 1866, o monitor Bahia foi enviado para o teatro de operações da Guerra do Paraguai. Após o dia 17, foi incorporado à 1.ª Divisão da Esquadra em combate. A primeira batalha que o navio enfrentou foi no dia 22 ou 23 de março, quando bombardeou a Fortaleza de Itapiru no Rio Paraná. Quatro dias depois, retornou fogo ao forte e contra uma chata inimiga; no dia 28, a fortaleza foi novamente atacada pelo Bahia, com o navio sendo atingido por 39 projéteis de calibre 68, devido sua aproximação demasiada do inimigo.
A 2 de abril, o Bahia fez um reconhecimento acima da fortaleza, na região do Passo da Pátria, futuro local da invasão aliada no Paraguai, com a sondagem se estendendo até o dia 3. Dois dias depois, apoiou as tropas brasileiras que estacionaram na Ilha da Redenção, fornecendo apoio de fogo e proteção do desembarque das tropas e material de guerra. No dia seguinte (6 de abril), voltou a bombardear a fortaleza de Itapirú acompanhado do encouraçado Tamandaré. No limiar da batalha de Itapirú, a 16, tomou posição para defender o desembarque das tropas aliadas no território paraguaio, fundeando a cerca de 90 metros do local.

### Ações em Curuzu

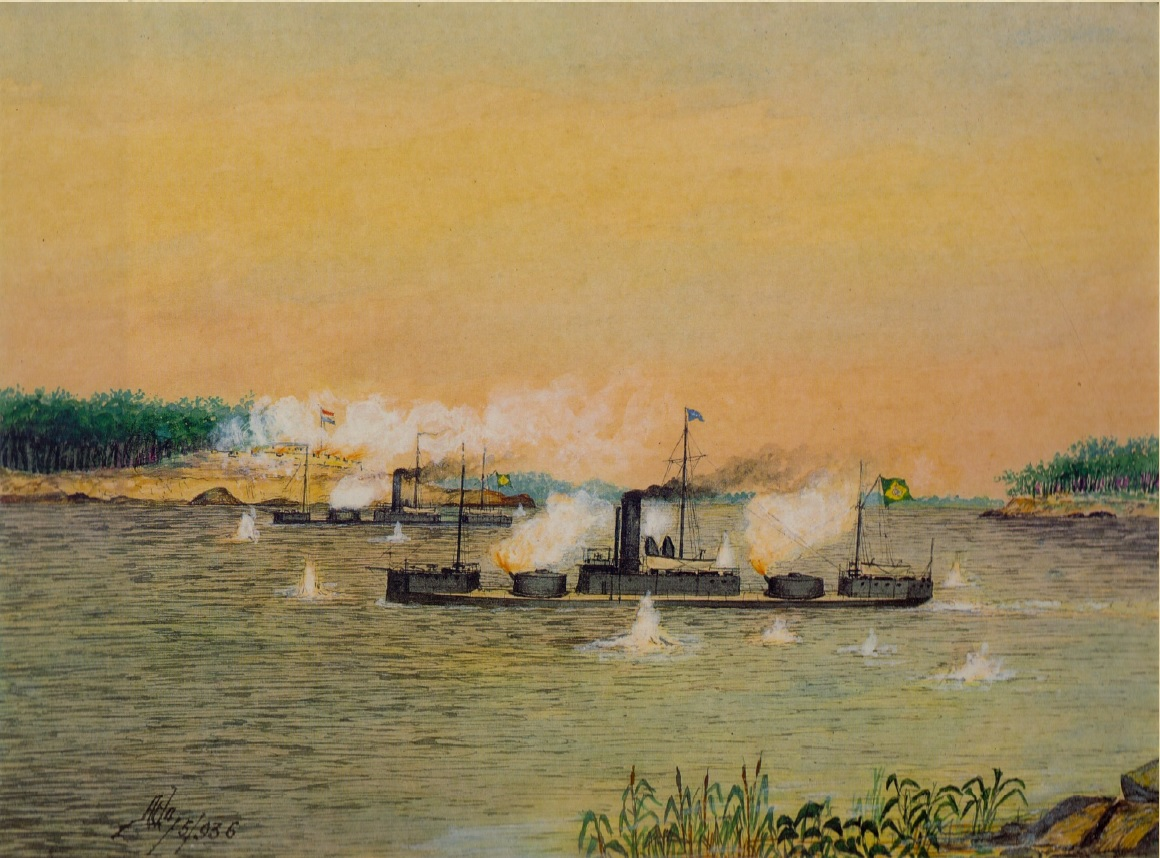
Monitores Bahia (mais próximo da artilharia paraguaia) e Lima Barros em bombardeio ao Forte de Curuzu no dia 1 de setembro de 1866 (Ilustração de Trajano Augusto de Carvalho)

Após os eventos em Itapirú, o Bahia e diversos outros navios brasileiros encontravam-se em território paraguaio. No dia 16 de junho, um vigilante do navio avistou um torpedo (mina naval) descendo o rio em direção à proa. O torpedo foi desviado até a margem, sendo verificado que não havia perigo, pois a pólvora estava avariada.
Em 1 de setembro, às 07h30, a frota formada pelos encouraçados Bahia, Brasil, Barroso, Lima Barros (capitânia de onde o chefe Elisiário Antônio dos Santos comandava o ataque), Rio de Janeiro e Tamandaré; canhoneira Magé e os navios a vapor de madeira Beberibe, Belmonte, Araguaia, Araguari, Ipiranga, Parnaíba, Ivaí e Greenhalgh, bombardeou os paraguaios no Forte de Cuzuru. Durante o dia inteiro, os navios trocaram tiros com os doze canhões e 2 800 espingardas do forte, causando danos mútuos. Os navios de madeira levaram 800 soldados para a margem do Chaco, para destruírem uma posição de onde os paraguaios faziam descer brulotes e torpedos em direção da esquadra. Somente ao anoitecer o duelo cessou. O encouraçado Rio de Janeiro registrou duas perfurações em sua blindagem que resultou na morte de seis marinheiros.
No dia 2, o Rio de Janeiro enfrentou novamente o forte, mas foi atingido por dois torpedos, afundando logo em seguida e levando consigo 53 homens. A bordo dos navios da frota imperial, havia 8 385 soldados, sob o comando de Porto Alegre, que foram desembarcados, às 15h00, em um terreno à uns quatro quilômetros de Curuzu, de onde avançaram até lá dando combate a seus defensores e fixando posições. Essa coluna se preparou para o ataque ao forte na manhã do dia seguinte.
No dia de 3 setembro, a frota iniciou um forte e prolongado bombardeio a Curuzu havendo, em seguida, o início do ataque terrestre das forças de Porto Alegre. Contra os aliados, estavam treze canhões e, novamente, os 2 800 homens, sob o comando do coronel Jimenez. O terreno, por onde a coluna aliada avançaria, era formado por lagunas, espinheiros e pântanos. Contudo, apesar desta desvantagem, a coluna conquistou a vitória quando rumoum sobre os defensores do forte, pela direita e esquerda, sendo tomada de assalto e os paraguaios perseguidos até as proximidades de Curupaiti, caindo 832 deles.

### Ações em Curupaití
Em 4 de setembro, o monitor em conjunto com os encouraçados Lima Barros, Brasil e Barroso; canhoneiras Belmonte, Parnaíba e Greenhalgh; bombardeiras Pedro Afonso e Forte de Coimbra e chatas 1, 2 e 3, iniciou o primeiro bombardeio da esquadra contra o forte de Curupaití, ataque que se prolongou por várias horas. Nesse ataque o Bahia foi atingido por 38 projéteis, sofrendo cinco baixas sem mortes.
A 22 de setembro deu-se início à Batalha de Curupaiti, com a frota imperial iniciando o ataque ao forte às 07h00 daquele dia. Às 08h30, o Lima Barros e o Bahia avançaram sobre o forte, descobrindo a barranca em que se erguia a fortaleza, bombardeando-a em seguida. Ao meio-dia, três encouraçados romperam um bloqueio próximo ao forte, se aproximando das baterias paraguaias, e iniciaram a metralha do local, apoiados pelo Bahia e outros dois navios brasileiros. Ao fim da batalha, o Bahia acusou ter recebido 19 impactos do forte. Cerca de três meses depois, Curupaití voltaria a ser bombardeada pela esquadra imperial.
No início do mês de janeiro de 1867, o Bahia foi destacado para fornecer apoio de fogo, em conjunto com os encouraçados Tamandaré, Barroso e Colombo, para o comandante da esquadra Vice-Almirante Joaquim José Ignácio, futuro Visconde de Inhaúma, que realizaria um reconhecimento das baterias de Curupaití a bordo da canhoneira Magé. A operação contou também com o suporte de atiradores do 48.º Corpo de Voluntários da Pátria. No mês seguinte, no dia 2, o comandante Ignácio ordenou um novo bombardeio a Curupaití. Foram destacados 19 embarcações, dentre eles o Bahia. A esquadra forneceu um pesado bombardeio ao forte, somando 874 bombas disparadas deixando elevadas baixas entre os paraguaios, inclusive o comandante do forte, o general Díaz, que ficou gravemente ferido. Entre os brasileiros foram 14 baixas incluindo a morte do comandante do encouraçado Silvado.
Após prévio entendimento entre as forças terrestres do Marquês de Caxias e Bartolomé Mitre e as forças navais de Ignácio, a esquadra imperial se posicionou para transpor a fortaleza de Curupaití em 15 de agosto. Ignácio dividiu a esquadra em duas forças: a 3.ª Divisão, sob comando do Capitão de Fragata João Mendes Salgado, formada pelos encouraçados Brasil, Mariz e Barros, Tamandaré, Colombo e Bahia (comandado pelo Capitão-Tenente Guilherme José Pereira dos Santos), que avançariam primeiro, e a 1.ª Divisão, sob comando do Capitão de Fragata Francisco Cordeiro Torres e Alvim, composta pelos encouraçados Cabral, Barroso, Herval, Silvado e Lima Barros, que avançariam logo atrás.

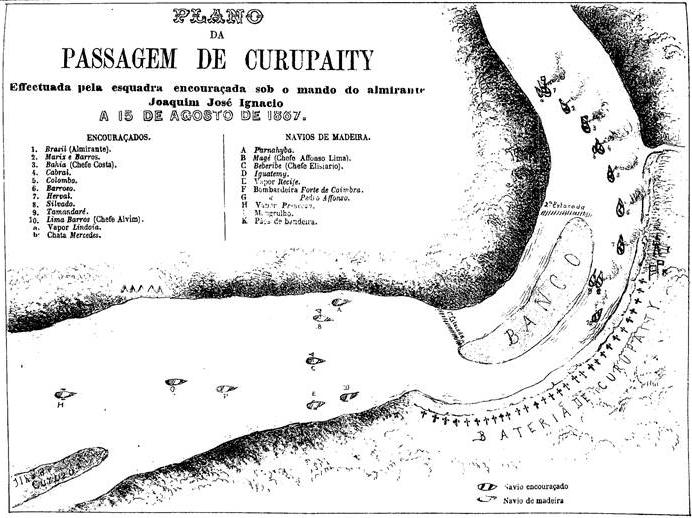
Plano da Passagem de Curupaití

A transposição ocorreu às 06h40 com o Brasil liderando o passo. A passagem dos encouraçados teve suporte de seis canhoneiras do Chefe de Divisão Elisiário dos Santos, dando-lhes apoio de fogo. Havia dois cursos no rio que os encouraçados poderiam tomar: o canal, mais distante do forte e também mais fundo, porém infestado de minas navais e obstáculos criados pelos defensores, ou, a barrancada, mais próxima da forte e mais raso, porém sem obstáculos ou minas, tendo como adversário apenas os canhões da fortaleza. Ignácio optou pela segunda, surpreendendo os paraguaios. Apesar de não haver obstáculos no rio, os encouraçados recebiam praticamente todos os projéteis disparados a pouca distância do forte, produzindo diversas avarias e algumas dezenas de baixas entre as tripulações. Foram cerca de duas horas de passagem, sem perda de navios. Foram 25 baixas sendo três mortos entre os brasileiros.
Após a passagem, os encouraçados fundearam entre as fortalezas de Curupaití e Humaitá. Em 26 de setembro, os paraguaios levaram uma peça de artilharia para uma região de mata fechada, abaixo de Humaitá, que ficava de frente à esquadra encouraçada, mas oculta por causa do matagal. Desse local, os paraguaios dispararam contra os encouraçados Tamandaré e Bahia, que prontamente responderam com seus canhões, fustigando-os de lá.

### Preso entre Curupaití e Humaitá
Algum tempo após a passagem de Curupaití, o Vice- Almirante Inácio enviou o Barroso para fazer o reconhecimento de Humaitá e descobriu-se que a passagem estava bloqueada com pelo menos três correntes grossas que iam de uma margem a outra do rio. Inácio estava preocupado como a possibilidade da esquadra não conseguir atravessar, ficar presa e ser alvo de abordagem dos paraguaios que almejavam tomar alguns dos encouraçados brasileiros. Em 30 de agosto, ele informou ao comandante das forças terrestres Marquês de Caxias que não arriscaria a frota. Todos os navios que transpuseram Curupaití, assim como o Bahia, ficaram sem abastecimento regular que vinha do Rio de Janeiro. Após os couraçados brasileiros terem sido barrados acima do forte de Curupaiti, o governo brasileiro tomou a decisão de construir uma linha de abastecimento, denominada Afonso Celso, em homenagem ao Ministro da Marinha. Essa linha de abastecimento percorria entre dois portos improvisados nas margens oeste do rio, localizados no interior, atravessando a região conhecida como o Chaco. Esses portos foram nomeados "porto Palmar", situado abaixo de Curupaiti, e "porto Elisário", localizado acima do forte; ambos estavam estrategicamente posicionados fora do alcance dos canhões paraguaios.

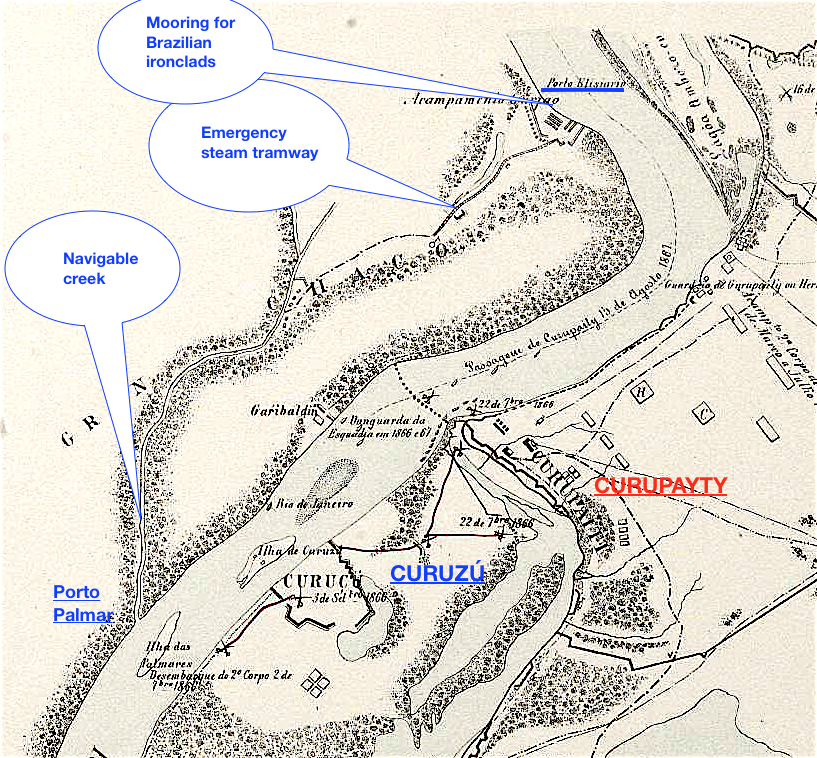
Estrada de ferro construída através do Chaco para abastecer os encouraçados adiante de Curupaití

Os encouraçados brasileiros ancoravam em "porto Elisário", que representou um ponto seguro para a frota. Para estabelecer essa conexão logística, a Marinha Imperial empreendeu um esforço considerável. A viagem inicial era realizada por meio de um riacho navegável denominado Quîá, que servia como um elo inicial na linha de transporte. A partir desse ponto, a Marinha Imperial construiu uma ferrovia militar, um empreendimento que envolveu uma série de desafios logísticos.
Inicialmente, a ferrovia era movida por tração animal, demonstrando a complexidade do projeto e o esforço requerido para a sua execução. Posteriormente, foi adaptada para funcionar com um motor a vapor improvisado, aprimorando a eficiência da operação. Essa linha de abastecimento tinha a tarefa de transportar diversos tipos de suprimentos, incluindo armas de artilharia, pequenos barcos a vapor, munição pesada, carvão e outros recursos essenciais para a manutenção da frota e das tropas. É importante notar que, de acordo com relatos da época, a linha de abastecimento Afonso Celso conseguia transportar impressionantes 65 toneladas de suprimentos por dia, um feito notável dada as condições geográficas desafiadoras da região. Os vagões da ferrovia muitas vezes pareciam flutuar sobre o terreno pantanoso, o que demonstra a engenhosidade e determinação da Marinha Imperial em manter o abastecimento de suas forças.
Por cerca de seis meses os encouraçados permaneceram nesta precária posição, sendo constantemente assediados pelos paraguaios, além de sofreram por diversas moléstias como a malária e beribéri. No entanto, saíam frequentemente para bombardear Humaitá, porém com pouco dano. A única instalação que se podia ver claramente era a igreja de San Carlos Borromeo, que não escapou dos bombardeios da esquadra. O escritor Richard Burton escreveu: "Os brasileiros golpearam a igreja como um artilheiro anglo-indiano em um mastro de bandeira; e os paraguaios às vezes se divertiam consertando-a". Outra fonte diz que a igreja foi respeitada a princípio, mas depois foi bombardeada de propósito porque Caixas alegou que estava sendo usada como casa de pólvora e como uma torre de vigia. Suas ruínas ainda existem e são uma atração turística. De acordo com Arthur Silveira da Motta, o almirante Inácio ficou na inércia, raramente deixando sua cabine a bordo do Brasil, escrevendo artigos pitorescos para o semanário Semana Illustrada sob o pseudônimo de Leva-Arriba.

### Passagem de Humaitá

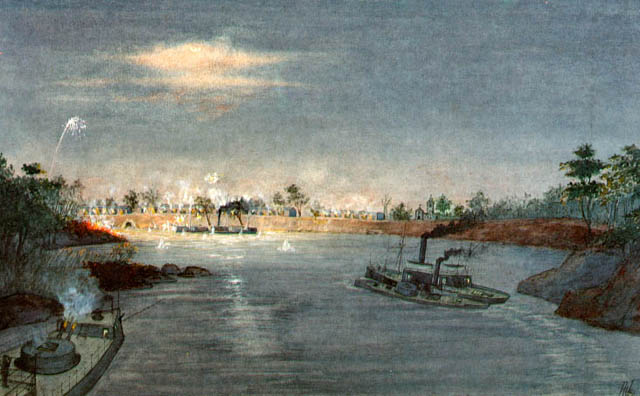
O quadro mostra o momento em que o couraçado Bahia transpunha as amarras, seguido pelo terceiro par, o Tamandaré e Pará

No dia 13 de fevereiro de 1868, três recém-construídos monitores encouraçados da Classe Pará, Alagoas, Pará e Rio Grande, efetuaram a passagem de Curupaití (Segunda passagem de Curupaití) para se encontrarem com a frota encouraçada fundeada entre as duas fortalezas. A marinha encarava a fortaleza de Humaitá como um alvo  de grande importância. Decidiu-se pela transposição do baluarte. Para a travessia, o Vice-Almirante Ignácio escolheu a 3.ª Divisão, não sem antes reformulá-la. A embarcações escolhidas foram os encouraçados maiores Bahia, Barroso e Tamandaré e os menores Alagoas, Pará e Rio Grande. Cada encouraçado menor era preso a um maior, com o Alagoas sendo atracado a bombordo do Bahia.
A esquadra estava diante da seguinte situação: Humaitá era um conjunto de fortificações e artilharia que se estendia de 700 a 800 metros em uma curva do rio Paraguai em forma de U. Havia 189 peças de artilharia do forte, com 109 apontadas para o rio, sob uma barranca de sete metros de altura, organizadas de modo a disparar em qualquer direção do curso d'água. Além das baterias, atravessavam o rio três cadeias ou correntes para impedir a navegação da esquadra. Às 03h35, a esquadra iniciou a transposição sob fogo da artilharia do forte, que era também atacada pelas baterias do exército imperial estacionada na vizinhança. Logo no início da travessia, um projétil atingiu o cabo que ligava o Alagoas ao Bahia, com o primeiro retornando ao ponto inicial e o segundo continuando a passagem. O Alagoas somente conseguiria efetuar a transposição apenas na sua quinta tentativa. O Bahia atravessou o forte às 04h50, assim como os outros encouraçados.

### Fevereiro a Julho de 1868
Após a passagem de Humaitá, os encouraçados fundearam no reduto de Tagi ou Taji, tomado pelos brasileiros em 2 de novembro de 1867. Em conjunto com os encouraçados Barroso e Rio Grande, o Bahia suspendeu de Taji, em 20 de fevereiro, e rumou para Assunção, capital do Paraguai, chegando no dia 24. Lá, bombardeou a cidade, danificando o Palácio de Solano López e o Arsenal de Marinha. Em março, foi içada no seu mastro de proa a Fita da Ordem do Cruzeiro, que nunca deveria ser arriada.

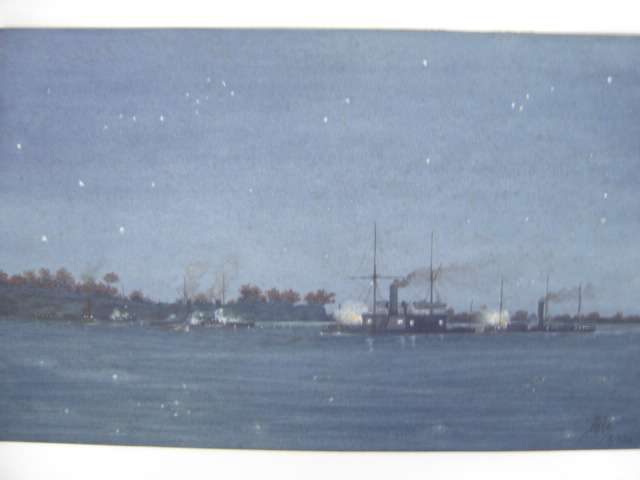
Ilustração do ataque dos encouraçados brasileiros aos vapores paraguaios Tacuarí e Igurei (Almirante Trajano Augusto de Carvalho, 1938)

No dia 23 de março, o Bahia enfrentou dois vapores paraguaios, o Tacuarí e o Igurei, na região das baterias do Estabelecimiento. O encouraçado conseguiu afundar o Tacuarí no tortuoso riacho Guaicuru. Abaixo do local, o Igurei foi afundado pelo Barroso e Rio Grande. Esses navios eram os melhores que o Paraguai possuía e a perda deles reduziu a capacidade de sua marinha em apoiar as suas tropas. Na tentativa de auxiliar o Igurei, as baterias do Forte do Timbó abriram fogo contra os dois navios brasileiros, mas o Bahia alvejou o forte, acertando o paiol das munições, que explodiu e incendiou as instalações, silenciando-o. Em 2 de maio, auxiliou no transporte e desembarque de tropas na península do Araça, margem esquerda do Rio Paraguai. A 4 de maio, o Bahia auxiliou tropas brasileiras que haviam sido atacadas pelo paraguaios vindos do Estabelecimiento, com o monitor expulsando-os. A 8, deu suporte ao ataque do exército nas fortificações da Ponta do Chaco. Em junho, chegou às fortificações do Tebicuary, fornecendo suporte às forças do General Menna Barreto que fazia um reconhecimento dessa posição.
Em 21 de julho, a marinha resolveu forçar a passagem do Timbó. As defesas do forte tinham capacidade de projetar fogo em largo trecho do rio. Sob comando de Delfim Carlos de Carvalho, Bahia, Silvado, Alagoas e Piauí, realizaram a transposição e trataram de bombardear também as baterias do novo Estabelecimiento, fundeando em seguida às margens do Taji.

### Passagem de Tebicuari

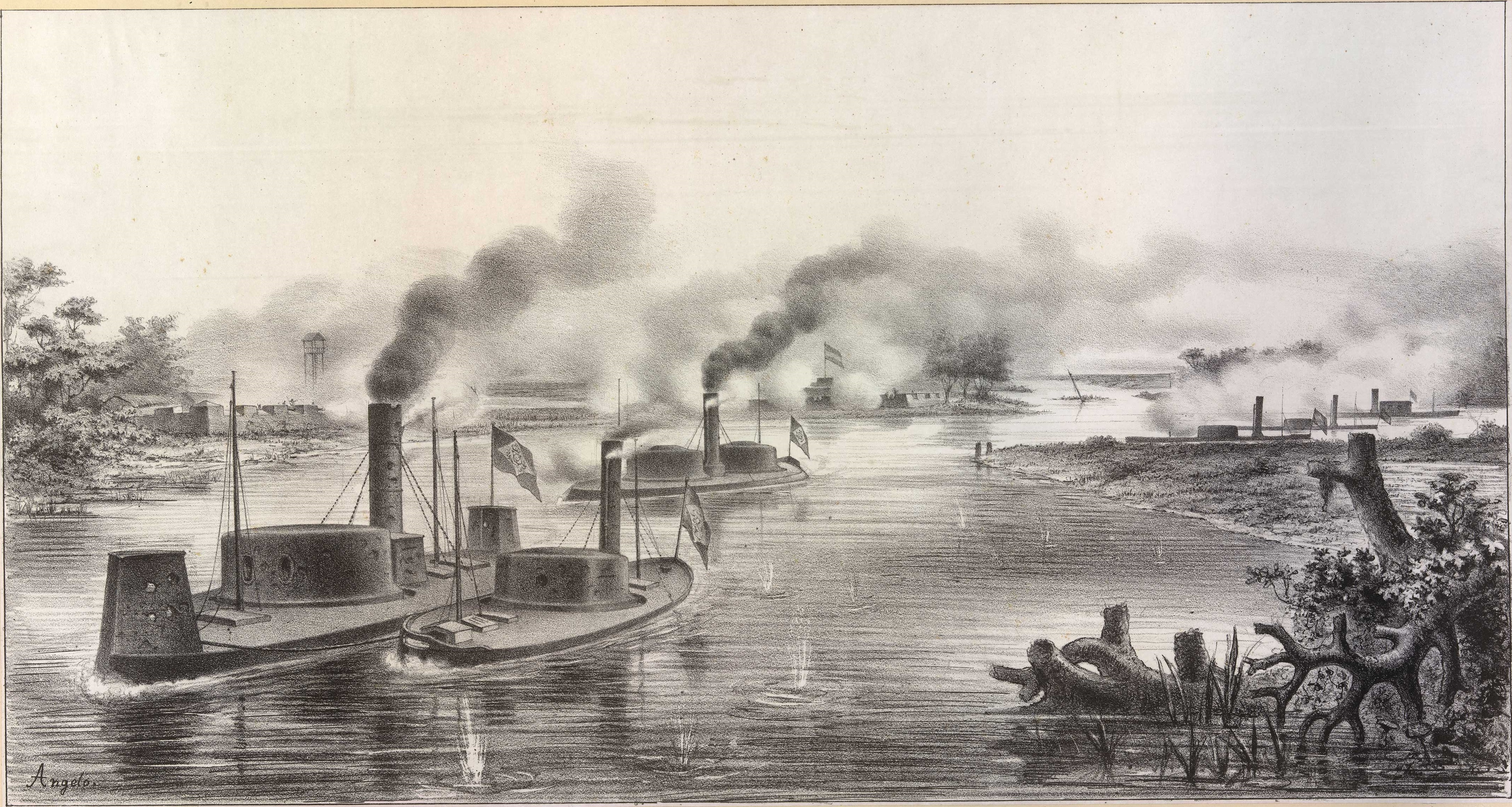
Em destaque o Bahia (à esquerda), Alagoas (à direita) e o Silvado (à retaguarda). Ilustração quando do primeiro enfrentamento contra as baterias de Tebiquary

Tebicuari ou Tebiquary é um rio que desagua no Rio Paraguai. Os paraguaios construíram fortificações próximo a foz do rio para impedir a entrada de navios brasileiros e, consequentemente, impedir a tomada de vapores que lá se localizavam e do acampamento de San Fernando, que margeava o Tebiquary. As baterias dessas fortificações eram constituídas por sete canhões de oito polegadas e dois de 32 libras e, a cerca de 2 mil jardas de distância, uma barrancada com dois canhões de oito polegadas e três de 32 libras, além de dois obuseiros raiados de 32 libras com finalidade de impedir tentativas de desembarque na região.
Às 14h20 do dia 23 de julho, os encouraçados Bahia, Silvado e Alagoas chegaram a foz do Tebiquary. No dia seguinte, as embarcações tomaram suas posições para efetuarem a passagem. O Alagoas foi atracado ao Bahia com o Silvado indo logo atrás a uma distância suficiente para que o Bahia pudesse manobrar e não ser atrapalhado caso houvesse necessidade de retroceder. Segundo o comandante Ignácio, esses eram os navios mais aptos para o cometimento. Os outros navios da esquadra se posicionaram na retaguarda para darem apoio de fogo aos três encouraçados.
Executando o passo, os encouraçados brasileiros foram acometidos por diversos projéteis vindos das fortificações e, assim como em Curupaití e Humaitá, os navios tiveram de atravessar o passo em marcha lenta para conseguirem contornar a volta brusca do rio, e isso forçava-lhes a avançarem perto das baterias causando-lhes diversas avarias pela demasiada proximidade dos canhões. Apesar das dificuldades, os encouraçados conseguiram atravessar essas defesas até chegarem na parte de baixo de um arroio chamado Recado que era um canal do rio Paraguai.
Nessa região, os encouraçados avistaram chaminés de dois vapores paraguaios que estavam fundeados em San Fernando, que segundo o oficial Antônio Luís von Hoonhltz, comandante do Bahia, era um imenso acampamento. O Bahia se posicionou acima do canal enquanto o Silvado abaixo. O Alagoas deveria entrar no canal, atacar os vapores e desbaratar o acampamento, porém o monitor havia sofrido uma avaria no sistema de propulsão que o impediu de realizar a missão. Ainda assim, o monitor disparou de onde estava em direção dos navios e acampamento, fazendo com que a tripulação dos vapores manobrassem seus navios a fim de desviarem das bombas que explodiam acima deles. Por fim, navegaram até que o matagal os ocultou. Ao final desse ataque, o Bahia retornou de sua posição e o Alagoas atracou a estibordo nele. Ambas as embarcações se posicionaram para retornar o passo e enfrentar novamente as baterias de Tebiquary.
O novo combate das embarcações contra as fortificações foi mais violenta do que a primeira passagem. Ás 16h00 do dia 24, na mesma formação original, iniciou-se a passagem. Segue relato de Hoonholtz: “às 04h10min enfrentamos o reduto de cima que nos recebeu com um fogo horrível das suas baterias a queima roupa, causando-nos desta vez as mais sérias avarias e matando imediatamente o bravo e distinto prático 2º Tenente Luiz Reppeto e um dos homens do leme, ferindo a outro gravemente”. Pela primeira vez desde o início de sua campanha no Paraguai, a couraça do Bahia não resistiu aos projéteis da artilharia paraguaia. Uma bala de calibre 68 atravessou a blindagem da casamata e matou um oficial e feriu outros dois  tripulantes. Outro projétil teria perfurado a couraça do costado, provocando diversas avarias ao encouraçado. No total, foram 16 impactos dos quais quatro perfuraram a embarcação, além de três mortos e cinco feridos entre as três embarcações. As fortificações voltariam a ser bombardeadas pelo Bahia em 30 de agosto quando este auxiliou a passagem do exército brasileiro sobre o rio.

### Passagem de Angostura

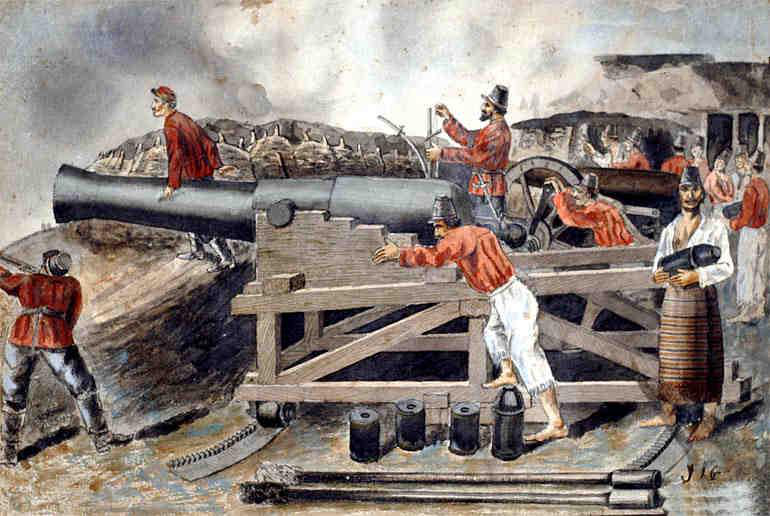
Ilustração do comandante inglês Thompson e seus subordinados em uma bateria no forte de Angostura. (José Garmendia, 1890)

No dia 1 de outubro, o Bahia se encontrava fundeado em Palmas, próximo às fortificações do córrego Piquissiri, onde o grosso das tropas aliadas se encontravam. Às 04h00 desse dia, Delfim Carlos de Carvalho ordenou que o Bahia, Barroso, Silvado e Tamandaré, partissem de Palmas e subissem o rio Paraguai para enfrentarem a artilharia da Fortaleza de Angostura. As baterias dessa posição eram comandadas pelo Tenente-Coronel George Thompson. Os encouraçados forçaram com sucesso a passagem da fortaleza, com outros navios blindados avançando em seguida, logo pela manhã.
A segunda leva de encouraçados passaram a ser comandados pelo Vice-Almirante Ignácio que, a bordo da canhoneira Belmonte, ordenou novo bombardeio ao forte, enquanto tropas do Marquês de Caxias levavam a cabo a missão de reconhecimento das linhas do Piquissiri. Outros generais avançaram de modo a cercar o forte. Neste dia, o exército perdeu 166 soldados e a esquadra cinco tripulantes.

### Últimas operações em campanha
No dia seguinte à passagem de Angostura, prosseguiu em avanço pelo rio Paraguai até Villeta, onde disparou algumas bombas. Lá, permaneceu até o dia 5, quando suspendeu com destino a Assunção, às 10h00. Durante o trajeto, o Bahia encalhou em frente à Barranca de Santo Antônio, margem esquerda do rio Paraguai, e só conseguiu desencalhar às 13h00, retornando à Angostura, pois o rio baixou com muita rapidez. A 8, tripulantes do Bahia foram enviados para avistar as movimentações dos paraguaios no Chaco. Repentinamente foram atacados por uma força de infantaria, com a perda de um guardião e um imperial marinheiro. Os paraguaios estenderam o ataque até onde estavam fundeados os navios, que responderam com viva fuzilaria. Dois marinheiros que estavam à tolda do Bahia foram feridos.
A 29 de novembro, o encouraçado Bahia rumou novamente a Assunção, fundeando às 11h00 no porto da cidade. Iniciou bombardeio da capital até às 15h00. No dia seguinte retornou à esquadra e continuou apoiando as tropas terrestres até dezembro. Em 5 de janeiro de 1869, o Barão da Passagem organizou uma frota com o objetivo de destruir os últimos remanescentes da marinha paraguaia que haviam se refugiado no rio Manduvirá, um sinuoso corpo d'água que desemboca no rio Paraguai. A função do Bahia era inicialmente acompanhar a frota formada por outros oito navios, porém logo ficou claro que o encouraçado não poderia navegar no Manduvirá  por ser um navio de grande porte. Assim, o Bahia e outras duas canhoneiras permaneceram à saída do rio para bloqueá-lo. A primeira expedição ao rio Manduvirá terminou em 9 de janeiro. Terminava a participação do Bahia na guerra.

### Pós-guerra
Em 1869, todos os encouraçados adquiridos no exterior, como o Bahia, foram dispensados do conflito, uma vez que os combates navais, a partir daquele ano, se deram em rios estreitos, completamente inadequados à navegação daqueles navios. Em um primeiro momento, foram enviados ao Rio de Janeiro, onde passaram por obras de reparo. Depois, foram transferidos aos distritos navais espalhados pela costa brasileira. Imediatamente após o conflito, o Bahia foi designado para a Flotilha do Mato Grosso. Depois, encaminhado para o distrito naval que patrulhava o litoral que ia do extremo sul do país até a atual divisa entre os estados do Rio de Janeiro e Espírito Santo. Lá, o encouraçado ficou à disposição, no dia 27 de outubro de 1873, para passar por obras de reparo até 19 de maio de 1874, quando passou por mostra de armamento e retornou à ativa. Em 1879, assumiu o comando o Barão de Ivinheima.
Registra-se que o Bahia encontrava-se na Província de Santa Catarina em 1881. Três anos depois, foi-lhe designado o número distintivo 6 e, no ano seguinte, em 20 de março de 1885, foi reequipado com duas metralhadores de calibre não informado. Após o período fundeado para atualização de seu meio ofensivo, o encouraçado voltou à ativa em 27 de março. Em 1887, passou por novo reaparelhamento, durante o qual suas caldeiras foram substituídas e uma ponte foi adicionada entre a torre e o funil. Quando da proclamação da república em 1889, encontrava-se na Flotilha do Mato Grosso.
Entre os dias 19 e 20 de janeiro de 1892, irrompeu um levante contra o governo de Floriano Peixoto liderado pelo Sargento Silvino Honório de Macedo. Inicialmente um movimento de protestos de militares sublevados presos no cruzador Primeiro de Março, foi transformado por Macedo em um insurreição política que levou militares partidários do ex-presidente Deodoro da Fonseca a tomar a Fortaleza de Santa Cruz no Rio de Janeiro. Em contrapartida, o governo brasileiro despachou uma frota composta pelos encouraçados Aquidabã, Riachuelo e Solimões, o cruzador Paraíba e a canhoneira Orion, além do monitor Bahia. Ao amanhecer do dia 20, a frota iniciou um bombardeio contra a fortaleza. O encouraçados, o cruzador e a canhoneira atacaram em manobra de flanco, enquanto o Bahia se posicionou entre a fortaleza e o Morro do Pão de Açúcar. O duelo entre a frota e a fortaleza durou incessantemente até às 19h00 daquele dia. Cerca de noventa soldados legalistas escalaram o paredão do pico e tomaram de surpresa o forte. A batalha resultou na morte de 19 dos insurgentes.
Entre março de julho daquele ano, ocorreu um levante de caráter separatista no estado de Mato Grosso. Para dar suporte às forças que não aderiram ao levante, e recuperar as posições tomadas pelos rebeldes, o governo federal formou uma divisão naval composta pelo encouraçados Bahia, Solimões e Rio Grande e a canhoneira Carioca para ser enviada ao estado. Esta força encontrava-se fundeada em Santa Catarina. No entanto, durante o trajeto, o Solimões naufragou nos recifes do Cabo Polonio, na costa uruguaia, levando consigo quase toda a sua tripulação, com apenas cinco se salvando. Devido ao acidente, a divisão atrasou sua ida e não conseguiu chegar a tempo para ajudar os legalistas.

### Últimos anos
Após envolver-se na revolta mato-grossense de 1892, o Bahia retornou e aportou em Montevidéu em 1893. Nesse ano, ocorria a Revolta da Armada, porém o encouraçado recebeu ordens para permanecer na capital uruguaia, quando se preparava para ir a Assunção. Em 15 de novembro, o monitor suspendeu de Montevidéu e se dirigiu à Argentina, aportando em Rosário e depois em Vila do Pilar. Em algum momento dessa viagem, o Bahia perdeu seu leme e teve que retornar a Montevidéu rebocado pelo rebocador Solis, fundeando no dia 16.
No dia 18, foi rebocado pelo cruzador Tiradentes até o Dique Mauá, também em território uruguaio. No dique passou por reformas e recebeu um novo leme. O Almirante Jerônimo Gonçalves analisou o seguinte em seu relatório sobre o Bahia: “Achavam-se, porém, em tão deplorável estado a torre, as carretas da artilharia e a própria máquina, que só após 45 dias de conserto pôde, o mesmo, tomar parte no exercício que organizei para conhecer do valor deste vaso de guerra”. Após os reparos, foi incorporado à 3.ª Divisão Naval. O último registro de atividades do Bahia foi em maio de 1894, quando foi lhe comissionado subir a Assunção e retornar a Mato Grosso. O monitor foi enviado para descarte em 1895. Ainda resta preservada no Museu Naval a bandeira do encouraçado, retirada quando este passou por Humaitá durante a guerra.

### Artigos
- Barros, Aldeir Isael Faxina (2016). «A atuação da esquadra imperial brasileira contra a posição de fortín no Tebiquary» (PDF). Revista Brasileira de História Militar. VII (20). ISSN 2176-6452
- Barros, Aldeir Isael Faxina (2016b). «A Marinha Imperial Brasileira no Manduvirá» (PDF). Revista Marítima Brasileira. 136 (04/06). ISSN 0034-9860
- Bittencourt, Armando de Senna (2003). «Caxias e Inhaúma, um exemplo de bom entendimento e coorperação». Revista do IGHMB (90). ISSN 0020-3890
- Marinha do Brasil. «Bahia Monitor Encouraçado» (PDF). Diretoria do Patrimônio Histórico e Documentação da Marinha
- Marinha do Brasil (2006). «Coleção Explorando o Ensino da Escola - A Importância do Mar na História do Brasil» (PDF). Brasília. 13
- Martini, Fernando Ribas de (2014). «Construir navios é preciso, persistir não é preciso: a construção naval militar no Brasil entre 1850 e 1910, na esteira da Revolução Industrial» (PDF). Universidade de São Paulo. Biblioteca Digital USP. doi:10.11606/D.8.2014.tde-23012015-103524
- Martini, Fernando Ribas de (2018). «Monitores sob ataque: do Alagoas em Humaitá ao Pernambuco em Porto Esperança, a dura arte de aprender lições» (PDF). Revista Navigator. 14 (28). ISSN 0100-1248
- Vidigal, Armando Amorim Ferreira (2009). «A campanha naval na Guerra da Tríplice Aliança contra o Paraguai» (PDF). Revista Navigator. 5 (9). ISSN 0100-1248

### Livros
- Benítes, Gregorio (1904). La Triple Alianza de 1865: Escapada de un desastre en la Guerra de Invasión al Paraguay (em espanhol). Asunción: Talleres Mons. Lasagna
- Burton, Captain Sir Richard (1870). Letters From the Battle-Fields of Paraguay. Londres: Tinsley Brothers
- Donato, Hernâni (1996). Dicionário das Batalhas Brasileiras 2 ed. São Paulo: Instituição Brasileira de Difusão Cultural. ISBN 85-348-0034-0
- Doratioto, Francisco (2002). Maldita Guerra: Nova História da Guerra do Paraguai. São Paulo: Companhia das Letras. ISBN 978-85-3590-224-2
- Gardiner, Robert (1979). Conway's All the world's fighting ships, 1860-1905. New York: Mayflower Books. ISBN 0-8317-0302-4
- Gratz, George A. (1999).  Preston, Antony, ed. The Brazilian Imperial Navy Ironclads, 1865-1874. London: Conway Maritime Press. ISBN 0-85177-724-4
- Jaceguay, A.; De Oliveira, Vidal (1900). Quatro Séculos de Actividade: Portugal e Brasil. Rio de Janeiro: Imprensa Nacional
- Jaceguay, A.; De Oliveira, Vidal (1900). Quatro Séculos de Actividade: Portugal e Brasil. Rio de Janeiro: Imprensa Nacional. OL 24358674M
- Mendonça, Mário F.; Vasconcelos, Alberto (1959). Repositório de Nomes dos Navios da Esquadra Brasileira. Rio de Janeiro: SGDM. OCLC 254052902
- Ouro Preto, Visconde de (Affonso Celso de Assis Figueiredo) (1894). A marinha d'outra'ora (Subsidios para a Historia). Rio de Janeiro: Domingos de Magalhães: Livraria Moderna
- Ponce, Generoso (1952). Generoso Ponce, um chefe. Rio de Janeiro: Pongetti. 564 páginas. OCLC 684195114
- Rio Branco, Barão (2012). Obras do Barão do Rio Branco Efemérides Brasileiras. Brasília: FUNAG. ISBN 978-85-7631-357-1
- Silverstone, Paul H. (1984). Directory of the World's Capital Ships. New York: Hippocrene Books. ISBN 0-88254-979-0
- Tasso Fragoso, Augusto (1956). História da Guerra entre a Tríplice Aliança e o Paraguai. III 2 ed. Rio de Janeiro; Sāo Paulo: Livraria Freitas Bastos S.A. (Em 5 volumes)
- Thompson, George (1869). The War in Paraguay: With a Historical Sketch of the Country and Its People and Notes Upon the Military Engineering of the War. Londres: Longman's, Green and Co

### Websites
- BienvenidoaParaguay.com. «Bem vindo ao Paraguai». Consultado em 25 de outubro de 2023